# Sebastian Günther (Islamwissenschaftler)
Sebastian Günther (* 9. Juni 1961 in Schlema) ist ein deutscher Arabist und Islamwissenschaftler.

## Leben
Sebastian Günther studierte Arabistik und Islamwissenschaft an der Martin-Luther-Universität Halle-Wittenberg (1981–1986) und wurde dort 1989 mit einer Arbeit zur Wissensüberlieferung im frühen Islam promoviert. Dem folgten Tätigkeiten als Wissenschaftlicher Mitarbeiter und Hochschulassistent (1989–1998) mit Aufgaben in Lehre und Forschung. Mehrmonatige Forschungsaufenthalte führten ihn an die Al-Azhar-Universität Kairo (1990), die Universität Freiburg (1992) und an das Deutsche Orient-Institut in Beirut (1996).
Ab 1998 wirkte Sebastian Günther als Assistant Professor und Associate Professor of Arabic Language and Literature (mit Tenure) am Department of Near and Middle Eastern Civilizations der University of Toronto. In dieser Zeit nahm er zudem Kurzzeitdozenturen an der Al-Azhar-Universität in Kairo (1997, 2000 und 2002), der United Arab Emirates University in al-Ain (2004) und der American University in Beirut (2005) wahr.
Im Jahre 2008 wurde Sebastian Günther auf den Lehrstuhl für Arabistik und Islamwissenschaft der Georg-August-Universität Göttingen in Nachfolge von Tilman Nagel berufen.
Im April 2025 wurde Sebastian Günther als Internationales Ehrenmitglied in die American Academy of Arts and Sciences, Klasse IV: Humanities and Arts, aufgenommen.

## Leistungen
Von 2010 bis 2015 war Sebastian Günther Präsident der Union Européenne des Arabisants et Islamisants (UEAI). Derzeit ist er der nationale Vertreter Deutschlands in dieser internationalen akademischen Vereinigung.
Von 2009 bis 2015 wirkte er zunächst als Gründungsdirektor und dann Stellvertretender Direktor des Göttinger Courant Forschungszentrum „Education and Religion: Bildung und Religion von der frühen römischen Kaiserzeit bis zur klassischen Epoche des Islam“ (EDRIS) 2004–2006.
Er ist Mitglied der Initiativgruppe des Weltforums „Human Education in the Third Millennium“ sowie Mitherausgeber und Board Member mehrerer wissenschaftlicher Zeitschriften und Buchreihen. Die bei Brill Academic Publishers erscheinende Buchreihe Islamic History and Civilization gibt er zusammen mit Hinrich Biesterfeldt, Universität Bochum, heraus.
Sebastian Günthers Forschungsinteressen gelten der Geistes- und Kulturgeschichte des Islams, der islamischen Bildung und Ethik, den philosophischen und religiösen Traditionen im Islam (einschließlich Koran und Koranexegese), dem Islam im Kontext der abrahamitischen Religionen sowie der schöngeistigen arabischen Literatur.

## Werke (Auswahl)
- Building Bridges: Ignaz Goldziher and His Correspondents, Islamic and Jewish Studies around the Turn of the Twentieth Century[18].
- Rabbinī wa-ʿallimnī: Dirāsāt fī l-khitāb al-tarbawī wa-l-akhlāqī fī l-Islām (Raise and Educate Me: Studies in the Educational and Ethical Discourses of Islam)[19].
- Islamic Ethics as Educational Discourse: Thought and Impact of the Classical Muslim Thinker Miskawayh (d. 1030)[20] .
- Lesen, Deuten und Verstehen?! Debatten über heilige Texte in Orient und Okzident.[21] .
- Knowledge and Education in Classical Islam: Religious Learning between Continuity and Change, in two volumes[18].
- Doctrinal Instruction in Early Islam: The Book of the Explanation of Sunnah by Ghulām Khalīl (d. 275/888), Edition, Translation and Study[18].
- Die Geheimnisse der oberen und der unteren Welt: Magie im Islam zwischen Glaube und Wissenschaft.[22]
- Roads to Paradise: Eschatology and Concepts of the Hereafter in Islam. I. Foundations and the Formation of a Tradition: Reflections on the Hereafter in the Quran and Islamic Religious Thought. II. Continuity and Change: The Plurality of Eschatological Representations in the Islamicate World[18].
- Representations and Visions of Homeland in Modern Arabic Literature[23].
- Von Rom nach Bagdad: Bildung und Religion von der römischen Kaiserzeit bis zum klassischen Islam[18].
- Ideas, Images, and Methods of Portrayal: Insights into Classical Arabic Literature and Islam[18].
- Aspects of Literary Hermeneutics in Arabic Culture: Myths, Historical Archetypes and Symbolic Figures in Arabic Literature[24].
- Johann W. Fück: Vorträge über den Islam. Aus dem Nachlaß herausgegeben und um einen Anmerkungsteil [Johann W. Fück: Lectures on Islam. Edited from the estate and supplemented by a section of notes](in German)
- Erlesenes. Sonderheft anläßlich des 19. Kongresses der Union Européenne d’Arabisants et Islamisants.
- Quellenuntersuchungen zu den Maqātil aṭ-Ṭālibiyyīn des Abū ’l-Faraǧ al-Iṣfahānī.